# Liste der Baudenkmäler in Vlotho
Die Liste der Baudenkmäler in Vlotho enthält die denkmalgeschützten Bauwerke auf dem Gebiet der Stadt Vlotho im Kreis Herford in Nordrhein-Westfalen (Stand: Februar 2024). Diese Baudenkmäler sind in der Denkmalliste der Stadt Vlotho eingetragen; Grundlage für die Aufnahme ist das Denkmalschutzgesetz Nordrhein-Westfalen (DSchG NRW).

| Bild                                                                 | Bezeichnung                                                                                   | Lage                                                 | Beschreibung | Bauzeit | Eingetragen seit          | Denkmal- nummer |
| -------------------------------------------------------------------- | --------------------------------------------------------------------------------------------- | ---------------------------------------------------- | --- | --- | ------------------------- | --------------- |
| Autobahnbrücke Vlotho-Exter                                          | Autobahnbrücke Vlotho-Exter                                                                   | Exter A2 Karte                                       | Autobahnviadukt 1938/1939 gebaut. Seit 2000 Nutzung nur noch in Richtung Hannover (nach rechts gesehen), der Gegenverkehr wird über eine neu gebaute getrennte Spannbetonbrücke abgewickelt (hinter der Bogenbrücke im Bild). Die Ab- und Auffahrt Nr. 31 befindet sich in unmittelbarer Nähe. | 1938–1939 | 11.06.1991                | 1               |
| Windmühle                                                            | Windmühle                                                                                     | Exter Alter Postweg 18 Karte                         | Bis 1961 im Einsatz. Holländer-Windmühle mit Durchfahrt. Nordseitig Wall, südseitig Galerie (bis 1985 beidseitig Wall). Mit Kellergeschoss sechs Etagen. Sandsteinbau, verschindelt. Turm 18 m hoch (Basis 1,45 m, oberer Abschluss 0,60 m Mauerstärke), Flügelpaarlänge etwa 23 m, Kappe mit Windrose. Heute zwei Mahlgänge (Schrot und Roggen). Die Anlage ist mit weiteren Gebäuden (Backhaus, Remise, Mehrzweckgebäude) ergänzt.                                                  | 1850, nach Stillstand vorübergehend Mitte der 1980er-Jahre als Ausflugsziel renoviert, erneute Sanierung 2006 bis 2009. | 15.04.1985                | 2               |
| weitere Bilder                                                       | Ev. Autobahnkirche                                                                            | Exter Alter Schulweg 2 Karte                         | Die Kirche ist die erste deutsche evangelische Autobahnkirche (Pfingsten 1959 geweiht). | Das seit Kirchengründung im Jahr 1666 genutzte Kirchenschiff wurde 1951 durch einen Neubau ersetzt.                     | 30.07.1985                | 3               |
| Bauerngehöft                                                         | Bauerngehöft                                                                                  | Valdorf Am Buchenhain 1 Karte                        | | 1818/1819 | 11.11.1985                | 4               |
| 1-gesch. Fachwerkhaus                                                | 1-gesch. Fachwerkhaus                                                                         | Valdorf Am Buchenhain 6 Karte                        | | | 05.09.1985                | 5               |
| weitere Bilder                                                       | 2-gesch. Fachwerkhaus                                                                         | Vlotho Am Roseneck 2 Karte                           | Kleines zweigeschossiges Fachwerkhaus, 1976 durchgreifend saniert. | um 1570 | 30.07.1985                | 6               |
| 2-gesch. Fachwerkhaus                                                | 2-gesch. Fachwerkhaus                                                                         | Vlotho Am Roseneck 5 Karte                           | | | 30.07.1985                | 7               |
| Bauerngehöft, ehemals Haus des Gastes                                | Bauerngehöft, ehemals Haus des Gastes                                                         | Valdorf Bäderstr. 23 Karte                           | | | 30.07.1985                | 8               |
| 2-gesch. Massivhaus                                                  | 2-gesch. Massivhaus                                                                           | Vlotho Bergstr. 2 Karte                              | | | 30.07.1985                | 9               |
| 1-gesch. Fachwerkhaus                                                | 1-gesch. Fachwerkhaus                                                                         | Valdorf Beukenweg 19 Karte                           | | | 16.01.1986                | 10              |
| 2-gesch. Massivhaus                                                  | 2-gesch. Massivhaus                                                                           | Vlotho Bismarckstr. 1 Karte                          | | | 30.07.1985                | 11              |
| 1-gesch. Massivhaus                                                  | 1-gesch. Massivhaus                                                                           | Vlotho Bismarckstr. 3 Karte                          | | 1875 | 11.11.1985                | 12              |
| Hauptgeb. 2-gesch. Fachwerkhaus Heuerlingh. 1-gesch. Fachwerkhaus    | Hauptgeb. 2-gesch. Fachwerkhaus Heuerlingh. 1-gesch. Fachwerkhaus                             | Valdorf Brommersiek 11 Karte                         | Teilansicht des Hauptgebäudes | | 30.07.1985                | 13              |
| weitere Bilder                                                       | Burganlage                                                                                    | Vlotho Burgstr. 41 Karte                             | | | 04.09.1985                | 14              |
| Hauptgeb. 2-gesch. Fachwerkhaus Heuerlingh. 1-gesch. Fachwerkhaus    | Hauptgeb. 2-gesch. Fachwerkhaus Heuerlingh. 1-gesch. Fachwerkhaus                             | Valdorf Buschweg 10 Karte                            | | | 30.07.1985                | 15              |
| Heuerlingsh./Stall, 1-gesch. Fachwerkhäuser                          | Heuerlingsh./Stall, 1-gesch. Fachwerkhäuser                                                   | Exter Dornberger Heide 7 und Alter Schulweg 21 Karte | | | 23.09.1985                | 16              |
| Fachwerkhaus                                                         | Fachwerkhaus                                                                                  | Exter Finnebachstr. 31 Karte                         | ehemaliger Speicher | | 08.01.1986                | 17              |
| 1-gesch. Fachwerkhaus                                                | 1-gesch. Fachwerkhaus                                                                         | Exter Finnebachstr. 33 Karte                         | | | 30.03.1993                | 18              |
| BW                                                                   | Fachwerkscheune                                                                               | Exter Glimkestraße 70A Karte                         | | | 30.03.1992                | 19              |
| Klinkergebäude                                                       | Klinkergebäude                                                                                | Vlotho Herforder Str. 8 Karte                        | ehemalige Bürgerschule, seit der Schulreform in den 1960ern Grundschule Vlotho | 1908/1909 | 30.07.1985                | 20              |
| 1-gesch. Massivhaus                                                  | 1-gesch. Massivhaus                                                                           | Vlotho Herforder Str. 19 Karte                       | | | 30.07.1985                | 21              |
| Katholische Heilig-Kreuz-Kirche                                      | Katholische Heilig-Kreuz-Kirche                                                               | Vlotho Herforder Str. 38 Karte                       | | relevanter Teil (Turm): 1907                                                                                            | 30.07.1994                | 22              |
| 2-gesch. Fachwerkhaus                                                | 2-gesch. Fachwerkhaus                                                                         | Valdorf Herforder Str. 99 Karte                      | Wohnhaus der ehemaligen Papiermühle, heute Bürogebäude eines metallverarbeitenden Industriebetriebes | 1800 | 30.07.1985                | 23              |
| Bauerngehöft                                                         | Bauerngehöft                                                                                  | Valdorf Herforder Str. 308 und 310 Karte             | | | 29.03.1993                | 24              |
| 1-gesch. Fachwerkhaus                                                | 1-gesch. Fachwerkhaus                                                                         | Exter Hollenhagen 169 Karte                          | | | 30.07.1985                | 25              |
| Bruchsteingebäude (örtlicher Horststein)                             | Bruchsteingebäude (örtlicher Horststein)                                                      | Valdorf Im Kanaan 7 Karte                            | | | 03.12.1990                | 26              |
| BW                                                                   | Fachwerkgiebelhaus                                                                            | Valdorf Im Nienhagen 2 Karte                         | | | 11.11.1985                | 27              |
| Hauptgeb. 2-gesch. Fachwerkh. Stallgeb. 1-gesch. Fachwerkh.          | Hauptgeb. 2-gesch. Fachwerkh. Stallgeb. 1-gesch. Fachwerkh.                                   | Exter Kipshagen 40 Karte                             | | | 30.07.1985                | 28              |
| 2-gesch. Villa                                                       | 2-gesch. Villa                                                                                | Vlotho Kirchstr. 3 Karte                             | | | 11.11.1985                | 29              |
| 2-gesch. Massivhaus                                                  | 2-gesch. Massivhaus                                                                           | Vlotho Klosterstr. 1 Karte                           | | | 25.02.1985                | 30              |
| 2-gesch. Fachwerkhaus                                                | 2-gesch. Fachwerkhaus                                                                         | Vlotho Klosterstr. 7 Karte                           | | | 25.02.1985                | 31              |
| Massivhaus                                                           | Massivhaus                                                                                    | Königstr. 3 Karte                                    | | | 20.07.1985                | 32              |
| 2-gesch. Fachwerkhaus                                                | 2-gesch. Fachwerkhaus                                                                         | Vlotho Lange Str. 49 Karte                           | | | 25.02.1985                | 33              |
| 2-gesch. Massivhaus                                                  | 2-gesch. Massivhaus                                                                           | Vlotho Lange Str. 51 Karte                           | | | 25.02.1985                | 34              |
| weitere Bilder                                                       | Massivhaus mit Jugendzentrum, Heimatmuseum und Stadtbücherei                                  | Vlotho Lange Str. 53 Karte                           | | | 08.08.1986                | 35              |
| 2-gesch. verputztes Fachwerkhaus                                     | 2-gesch. verputztes Fachwerkhaus                                                              | Vlotho Lange Str. 63 Karte                           | Zweigeschossiges, an der Frontseite verputztes Fachwerkgiebelhaus. Zurzeit leer stehend und äußerst sanierungsbedürftig. | 1671 | 25.02.1985                | 36              |
| 2-gesch. Fachwerkhaus                                                | 2-gesch. Fachwerkhaus                                                                         | Vlotho Lange Str. 67 Karte                           | | | 25.02.1985                | 37              |
| weitere Bilder                                                       | 3-gesch. Wohn- /Geschäftshaus (Jugendstil)                                                    | Vlotho Lange Str. 69 Karte                           | | 1907 | 25.02.1985                | 38              |
| weitere Bilder                                                       | 2-gesch. Fachwerkhaus                                                                         | Vlotho Lange Str. 70 Karte                           | Fachwerkgiebelhaus, 1983/84 abgebaut und anschließend unter Verwendung einiger originaler Balken durch einen Neubau ersetzt, der sich äußerlich an den Vorgängerbau anlehnt. | 1604, 1983/84 weitgehend neu errichtet.                                                                                 | 25.02.1985                | 39              |
| 2-gesch. Fachwerkhaus                                                | 2-gesch. Fachwerkhaus                                                                         | Vlotho Lange Str. 71 Karte                           | | 1619 | 25.02.1985                | 40              |
| 2-gesch. Fachwerkhaus                                                | 2-gesch. Fachwerkhaus                                                                         | Vlotho Lange Str. 72 Karte                           | | | 25.02.1985                | 41              |
| 2-gesch. Fachwerkhaus                                                | 2-gesch. Fachwerkhaus                                                                         | Vlotho Lange Str. 73 Karte                           | | | 25.02.1985                | 42              |
| 2-gesch. verputztes Fachwerkhaus                                     | 2-gesch. verputztes Fachwerkhaus                                                              | Vlotho Lange Str. 75 Karte                           | | | 25.02.1985                | 43              |
| 2-gesch. verputztes Fachwerkhaus                                     | 2-gesch. verputztes Fachwerkhaus                                                              | Vlotho Lange Str. 79 Karte                           | | | 25.02.1985                | 44              |
| 2-gesch. Fachwerkhaus                                                | 2-gesch. Fachwerkhaus                                                                         | Vlotho Lange Str. 81 Karte                           | | | 25.02.1985                | 45              |
| 2-gesch. Fachwerkhaus                                                | 2-gesch. Fachwerkhaus                                                                         | Vlotho Lange Str. 83 Karte                           | | | 06.08.1986                | 46              |
| 2-gesch. Fachwerkhaus                                                | 2-gesch. Fachwerkhaus                                                                         | Vlotho Lange Str. 87 Karte                           | | | 25.02.1985                | 47              |
| 2-gesch. Fachwerkhaus                                                | 2-gesch. Fachwerkhaus                                                                         | Vlotho Lange Str. 89 Karte                           | | | 25.02.1985                | 48              |
| 2-gesch. Fachwerkhaus                                                | 2-gesch. Fachwerkhaus                                                                         | Vlotho Lange Str. 93 Karte                           | | | 25.02.1985                | 49              |
| 3-gesch. Massivhaus                                                  | 3-gesch. Massivhaus                                                                           | Vlotho Lange Str. 94 Karte                           | | | 15.03.1985                | 50              |
| weitere Bilder                                                       | Kirche St. Johannis                                                                           | Vlotho Lange Str. 96 Karte                           | barocker Zentralbau mit achteckigem Grundriss | 1783 | 25.02.1985                | 51              |
| 2-gesch. Fachwerkhaus                                                | 2-gesch. Fachwerkhaus                                                                         | Vlotho Lange Str. 98 Karte                           | | | 25.02.1985                | 52              |
| 2-gesch. Fachwerkhaus                                                | 2-gesch. Fachwerkhaus                                                                         | Vlotho Lange Str. 101 Karte                          | | 1652 | 25.02.1985                | 53              |
| 2-gesch. Fachwerkhaus                                                | 2-gesch. Fachwerkhaus                                                                         | Vlotho Lange Str. 102 Karte                          | | 1672 | 03.06.1985                | 54              |
| 2-gesch. Massivhaus                                                  | 2-gesch. Massivhaus                                                                           | Vlotho Lange Str. 104 Karte                          | | | 03.06.1985                | 55              |
| weitere Bilder                                                       | St.-Stephans-Kirche                                                                           | Vlotho Lange Str. 106 Karte                          | | | 18.03.1985                | 56              |
| weitere Bilder                                                       | 2-gesch. Fachwerkhaus                                                                         | Vlotho Lange Str. 108 Karte                          | Evangelisches Pfarrhaus. Zweigeschossiger Fachwerkbau. | 1650 | 18.03.1985                | 57              |
| 2-gesch. Massivhaus                                                  | 2-gesch. Massivhaus                                                                           | Vlotho Lange Str. 109 Karte                          | | | 25.02.1985                | 58              |
| weitere Bilder                                                       | 2-gesch. Massivhaus                                                                           | Vlotho Lange Str. 112 Karte                          | | | 25.02.1985                | 59              |
| 2-gesch. Massiv-Doppelhaushälfte                                     | 2-gesch. Massiv-Doppelhaushälfte                                                              | Vlotho Lange Str. 113 Karte                          | | | 18.02.1986                | 60              |
| 2-gesch. Massiv-Doppelhaushälfte                                     | 2-gesch. Massiv-Doppelhaushälfte                                                              | Vlotho Lange Str. 113a Karte                         | | | 18.02.1986                | 61              |
| weitere Bilder                                                       | 2-gesch. Fachwerkhaus                                                                         | Vlotho Lange Str. 116 Karte                          | Zweigeschossiges Dielenhaus mit linksseitiger Ultucht. | 1651 | 25.02.1985                | 62              |
| weitere Bilder                                                       | 2-gesch. Fachwerkhaus                                                                         | Vlotho Lange Str. 117 Karte                          | | 1652 | 25.02.1985                | 63              |
| 2-gesch. Fachwerkhaus                                                | 2-gesch. Fachwerkhaus                                                                         | Vlotho Lange Str. 120 Karte                          | | | 11.11.1985                | 64              |
| weitere Bilder                                                       | 2-gesch. Fachwerkhaus                                                                         | Vlotho Lange Str. 122 Karte                          | | | 25.02.1985                | 65              |
| weitere Bilder                                                       | 2-gesch. Fachwerkhaus                                                                         | Vlotho Lange Str. 130 Karte                          | | | 11.11.1985                | 66              |
| 2-gesch. Fachwerkhaus                                                | 2-gesch. Fachwerkhaus                                                                         | Vlotho Lange Str. 132 Karte                          | | | 25.02.1985                | 67              |
| 2-gesch. Fachwerkhaus                                                | 2-gesch. Fachwerkhaus                                                                         | Vlotho Lange Str. 134 Karte                          | | | 25.02.1985                | 68              |
| weitere Bilder                                                       | 2-gesch. Fachwerkhaus                                                                         | Vlotho Lange Str. 136 Karte                          | Haus Malz. Zweigeschossiges Dielenhaus mit Ultucht. 1684 von Meister Henrick Helle für den Kaufmann Otto Heinrich Schürmann errichtet. Auch im Inneren gut erhalten. | 1684 | 25.02.1985                | 69              |
| weitere Bilder                                                       | 2-gesch. Fachwerkhaus                                                                         | Vlotho Lange Str. 137 Karte                          | | 1738 | 25.02.1985                | 70              |
| 2-gesch. Fachwerkhaus                                                | 2-gesch. Fachwerkhaus                                                                         | Vlotho Lange Str. 139 Karte                          | | | 25.02.1985                | 71              |
| Kriegerehrenmal                                                      | Kriegerehrenmal                                                                               | Valdorf Lemgoer Str. Karte                           | | | 30.07.1985                | 72              |
| weitere Bilder                                                       | Evangelische Kirche Valdorf                                                                   | Valdorf Lemgoer Str. 3 Karte                         | | | 30.07.1985                | 73              |
| Haupthaus, Heuerlingshaus, Stall                                     | Haupthaus, Heuerlingshaus, Stall                                                              | Valdorf Lemgoer Str. 88 Karte                        | | | 05.11.1987                | 74              |
| Hauptgeb. 1-gesch. Massivh.Nebengeb. 1-gesch. Fachwerkh.             | Hauptgeb. 1-gesch. Massivh. Nebengeb. 1-gesch. Fachwerkh.                                     | Valdorf Loher Str. 95 Karte                          | Leerstand, schlechter Zustand, Haupthaus mit teilweise eingestürztem Dachstuhl | Inschrift über dem Haupttor: Erbaut 1887 von Simon Flessner und dessen Ehefrau Anna geb. Riepe zu Lohof bei Herford.    | 30.07.1985                | 75              |
| 1-gesch. Fachwerkhaus                                                | 1-gesch. Fachwerkhaus                                                                         | Uffeln Mindener Str. 23 Karte                        | | | 23.03.1993                | 76              |
| 1-gesch. Massivhaus                                                  | 1-gesch. Massivhaus                                                                           | Vlotho Moltkestr. 2 Karte                            | Heute Gemeindehaus der Ev.-ref. St.-Johannis-Kirchengemeinde Vlotho | | 17.09.1985                | 77              |
| 1-gesch. Fachwerkhaus                                                | 1-gesch. Fachwerkhaus                                                                         | Uffeln Mühlenbrink 7 Karte                           | | | 18.12.1985                | 78              |
| Windmühlenstumpf                                                     | Windmühlenstumpf                                                                              | Uffeln Mühlenbrink 23a Karte                         | | | 30.07.1985                | 79              |
| 2-gesch. Fachwerkdoppelhaus                                          | 2-gesch. Fachwerkdoppelhaus                                                                   | Vlotho Mühlenstr. 7/9 Karte                          | | | 08.01.1986                | 80              |
| BW                                                                   | 2-gesch. Fachwerkhaus                                                                         | Vlotho Obergstr. 3 Karte                             | | | 25.02.1985                | 81              |
| Wohngebäude teilw. Verputzt                                          | Wohngebäude teilw. Verputzt                                                                   | Vlotho Obergstr. 6 Karte                             | | | 01.08.1985                | 83              |
| 1-gesch. Fachwerkhaus                                                | 1-gesch. Fachwerkhaus                                                                         | Vlotho Obergstr. 7 Karte                             | | | 25.02.1985                | 84              |
| weitere Bilder                                                       | Jugendhof Vlotho: Hauptgeb. 2-gesch. Fachwerkh. Nebengeb. 1-gesch. Fachwerkh.                 | Vlotho Oeynhauser Str. 1 Karte                       | | | 30.07.1985                | 85              |
| 2-gesch. verp. Fachwerkhaus                                          | 2-gesch. verp. Fachwerkhaus                                                                   | Vlotho Oelbrinkstr. 26 Karte                         | | | 04.09.1985                | 86              |
| 2-gesch. Fachwerkhaus                                                | 2-gesch. Fachwerkhaus                                                                         | Vlotho Oelbrinkstr. 40 Karte                         | | | 04.09.1985                | 87              |
| 2-gesch. Fachwerkhaus                                                | 2-gesch. Fachwerkhaus                                                                         | Vlotho Oelbrinkstr. 48 Karte                         | | | 04.09.1985                | 88              |
| Gehöft                                                               | Gehöft                                                                                        | Valdorf Pehlenstr. 18 Karte                          | | | 23.09.1985                | 89              |
| 1-gesch. Fachwerkhäuser                                              | 1-gesch. Fachwerkhäuser                                                                       | Valdorf Pehlenstr. 41 Karte                          | | | 28.11.1990                | 90              |
| 1-gesch. Fachwerkhaus                                                | 1-gesch. Fachwerkhaus                                                                         | Valdorf Postenweg 26 Karte                           | | | 06.12.1988                | 91              |
| Natursteingebäude                                                    | Natursteingebäude                                                                             | Vlotho Poststr. 10 Karte                             | | | 30.07.1985                | 92              |
| Massivhaus                                                           | Massivhaus                                                                                    | Vlotho Poststr. 20 Karte                             | | | 23.09.1985                | 93              |
| 2-gesch. Massivhaus                                                  | 2-gesch. Massivhaus                                                                           | Vlotho Poststr. 24 Karte                             | | | 11.11.1985                | 94              |
| Massivhaus                                                           | Massivhaus                                                                                    | Vlotho Poststr. 28 Karte                             | | | 25.02.1985                | 95              |
| weitere Bilder                                                       | 2-gesch. Fachwerkhaus                                                                         | Valdorf Rottstr. 78 Karte                            | | | 05.09.1985                | 96              |
| Trigonometrischer Punkt                                              | Trigonometrischer Punkt                                                                       | Valdorf Saalegge Karte                               | Auf dem höchsten Punkt der Saalegge | | 15.04.1992                | 97              |
| historischer Grenzstein Nr. 51                                       | historischer Grenzstein Nr. 51                                                                | Valdorf Salzuflener Str. Karte                       | → Hauptartikel : Landesgrenzsteine | | 30.07.1985                | 98              |
| 1-gesch. Fachwerkhaus                                                | 1-gesch. Fachwerkhaus                                                                         | Valdorf Salzuflener Str. 34 Karte                    | | | 30.07.1985                | 99              |
| 2-gesch. Fachwerkhaus                                                | 2-gesch. Fachwerkhaus                                                                         | Valdorf Salzuflener Str. 35 Karte                    | | | 30.07.1985                | 100             |
| 1-gesch. Fachwerkhaus, Wirtschafts- und Remisegebäude, Schweinestall | 1-gesch. Fachwerkhaus, Wirtschafts- und Remisegebäude, Schweinestall                          | Valdorf Salzuflener Str. 126 Karte                   | | | 04.09.1985                | 101             |
| 1-gesch. Fachwerkhaus                                                | 1-gesch. Fachwerkhaus                                                                         | Valdorf Salzuflener Str. 126a Karte                  | | | 04.09.1985                | 102             |
| 1-gesch. Fachwerkhaus                                                | 1-gesch. Fachwerkhaus                                                                         | Valdorf Salzuflener Str. 172 Karte                   | | | 13.11.1985                | 103             |
| BW                                                                   | Brückenbauwerk                                                                                | Valdorf Seebruchstraße Karte                         | | | 27.06.2012                | 104             |
| Hammerschmiede                                                       | Hammerschmiede                                                                                | Valdorf Seebruchstr.5 Karte                          | Innenansicht der Hammerschmiede Gnuse in Vlotho, Ortsteil Valdorf. Im oberen Bildteil ist die Transmission zu sehen. Mit ihr wird die vom Mühlenrad erzeugte Kraft auf die benutzten Werkzeuge und Maschinen übertragen | | 08.08.1986                | 105             |
| Pfarrhaus                                                            | Pfarrhaus                                                                                     | Valdorf Siekweg 5 Karte                              | | | 16.06.1986                | 106             |
| 1-gesch. Fachwerkhaus                                                | 1-gesch. Fachwerkhaus                                                                         | Exter Solterbergstr. 162 Karte                       | | | 05.11.1985                | 107             |
| Kriegerehrenmal                                                      | Kriegerehrenmal                                                                               | Exter Steinbrinkstr. Karte                           | | | 30.07.1985                | 108             |
| 1-gesch. Fachwerkhaus                                                | 1-gesch. Fachwerkhaus                                                                         | Exter Steinbrinkstr. 3 Karte                         | | | 23.03.1993                | 109             |
| Grabstätte Karl von Tschierschky                                     | Grabstätte Karl von Tschierschky                                                              | Valdorf Von-Tschirsky-Weg 10 Karte                   | Mit Hinweis auf die bei den Quäkern übliche Sitte, ihre Toten nicht auf einem Sammelfriedhof zu bestatten, wird in der älteren Literatur häufig behauptet, Tschierschky sei einer von ihnen gewesen. Das war nicht der Fall, auch wenn er ihnen geistig nahestand. Beschriftung: "HIER RUHT EIN GETREUER KNÄCHT DES HERRN DER UM CHRISTI WILLEN IST IN DAS GEFÄNGNIS GEWORDEN UND AUCH DORT GESTORBEN _ KARL V. TSCHIERSCHKI STARB D 9. JUNI 1833 ALT 31 JAHR" (Originalbeschriftung) | 1833 | 05.09.1985                | 110             |
| Massivhaus                                                           | Massivhaus                                                                                    | Vlotho Valdorfer Str. 116 Karte                      | Beispiel für den Übergang vom Fachwerk- zum Steinhausbau. | 1885 (Bauherr Zigarrenmeister Diestelmeier)                                                                             | 05.09.1985                | 111             |
| Bauerngehöft + Scheune                                               | Bauerngehöft + Scheune                                                                        | Valdorf Voßgrund 20 Karte                            | | | 30.07.1985                | 112             |
| weitere Bilder                                                       | Jüdischer Friedhof                                                                            | Vlotho Wasserstraße Karte                            | Teilansicht | | 18.03.1986                | 113             |
| Erbbegräbnis Fam. Thoß                                               | Erbbegräbnis Fam. Thoß                                                                        | Vlotho Wasserstr. (Privat-Friedhof) Karte            | bezieht sich nur auf die Steinreihe im Vordergrund | | 23.03.1993                | 114             |
| Gruftanlage                                                          | Gruftanlage                                                                                   | Vlotho Wasserstr. Friedhof Karte                     | | | 16.06.1986                | 115             |
| Grabkreuz, Kantor Heinrich Harland (St.-Stephans-Kirche Vlotho)      | Grabkreuz, Kantor Heinrich Harland (St.-Stephans-Kirche Vlotho)                               | Vlotho Wasserstr. Friedhof Karte                     | Heinrich Harland – * 17. April 1837 zu Oetinghausen; † 27. Juni 1890 | | 27.03.1992                | 116             |
| Grabkreuz, Pastor Borbein                                            | Grabkreuz, Pastor Borbein                                                                     | Vlotho Wasserstr. Friedhof Karte                     | | | 27.03.1992                | 117             |
| Großes Kreuz                                                         | Großes Kreuz                                                                                  | Vlotho Wasserstr. Friedhof Karte                     | Das zentral gelegene Kreuz informiert auf dem Sockel mit Jahreszahlangaben über die Belegungsabschnitte. Am 7. Mai 2013 wurde es durch ein Fahrzeug zerstört, anschließend restauriert und wieder aufgestellt. | 1881 | 27.03.1992                | 118             |
| Grabkreuz                                                            | Grabkreuz                                                                                     | Vlotho Wasserstr. Friedhof Karte                     | Gusseisernes Grabkreuz, nach dem Westf. Amt für Denkmalpflege in Münster in Material und Gestalt typisch für die Sepulkralkultur Mitte des 19. Jh. | 1849 | 03.06.1992                | 119             |
| 2 Grabsteine, Freisasse u. Ehrenbürger                               | 2 Grabsteine, Freisasse u. Ehrenbürger                                                        | Vlotho Wasserstr. Friedhof Karte                     | | | 03.06.1992                | 120             |
| Erbbegräbnis Volbracht                                               | Erbbegräbnis Volbracht                                                                        | Vlotho Wasserstr. Friedhof Karte                     | | | 03.06.1992                | 121             |
| Glockenstuhl                                                         | Glockenstuhl                                                                                  | Valdorf Wehrendorfer Str. 46, 48 Karte               | | | 04.09.1985                | 122             |
| Gedenkstein                                                          | Gedenkstein                                                                                   | Valdorf Wehrendorfer Str. Karte                      | | | 05.09.1985                | 123             |
| weitere Bilder                                                       | ehemaliges Empfangsgebäude des Bahnhofs Vlotho                                                | Vlotho Weserstr. 20 Karte                            | gotisierender Ziegelbau | 1875, erw. 1908/09 | 11.03.1988                | 124             |
| 1-gesch. verputztes Fachwerkhaus                                     | 1-gesch. verputztes Fachwerkhaus                                                              | Vlotho Weserstr. 27 Karte                            | Verputzter Fachwerkbau. | 1570 bezeichnet | 10.09.1985                | 125             |
| weitere Bilder                                                       | Ehem. Zuckerfabrik – Backstein – seit Feb. 2019 »Seniorenresidenz Fährhof« der Tegeler-Gruppe | Vlotho Weserstr. 32 Karte                            | | um 1900 | 27.07.1987                | 126             |
| Massivhaus                                                           | Massivhaus                                                                                    | Vlotho Weserstr. 37 Karte                            | | | 25.02.1985                | 127             |
| Villa                                                                | Villa                                                                                         | Vlotho Winterbergstr. 14 Karte                       | Villa | | 30.07.1985                | 128             |
| 2-gesch. Massivhaus                                                  | 2-gesch. Massivhaus                                                                           | Vlotho Winterbergstr. 18 Karte                       | | | 30.07.1985                | 129             |
| 2-gesch. Massivhaus                                                  | 2-gesch. Massivhaus                                                                           | Vlotho Winterbergstr. 20 Karte                       | | | 30.07.1985                | 130             |
| Villa                                                                | Villa                                                                                         | Vlotho Winterbergstr. 22 Karte                       | | | 10.10.1985                | 131             |
| Wittekindstein, alter Gerichtsstein                                  | Wittekindstein, alter Gerichtsstein                                                           | Exter Wittekindstr. Karte                            | | | 30.07.1985                | 132             |
| 1-gesch. Fachwerkhaus                                                | 1-gesch. Fachwerkhaus                                                                         | Valdorf Wolfskuhle 5 Karte                           | | | 30.07.1985                | 133             |
| Turbinenanlage                                                       | Turbinenanlage                                                                                | Valdorf Zum Bonstapel Karte                          | | | 30.03.1992                | 134             |
| BW                                                                   | Bauerngehöft in Fachwerkbauweise                                                              | Exter Herforder Str. 421 Karte                       | | | 11.11.1985 und 16.04.2002 | 135             |
| Wohnhaus mit achteckigen Turm                                        | Wohnhaus mit achteckigen Turm                                                                 | Vlotho Herforder Str. 34 Karte                       | | | 25.06.2021                | 136             |
| BW                                                                   | Ehemaliges Durchgangsdielenhaus                                                               | Exter Posener Straße 8 Karte                         | | | 29.06.2023                | 137             |
| BW                                                                   | Grabanlage der Familie Dörgeloh                                                               | Vlotho Wasserstraße, Friedhof Karte                  | | | 19.02.2024                | 138             |

## Ehemalige Baudenkmäler
| Bild                                 | Bezeichnung                          | Lage                                  | Beschreibung | Bauzeit                                                               | Eingetragen seit | Denkmal- nummer |
| ------------------------------------ | ------------------------------------ | ------------------------------------- | --- | --------------------------------------------------------------------- | ---------------- | --------------- |
| 1-gesch. Fachwerkhaus                | 1-gesch. Fachwerkhaus                | Exter Dornberger Heide 39 Karte       | Eingeschossiges Fachwerkhaus. Am 11. April 2017 brannte das Gebäude aus |                                                                       | 11.11.1985       |                 |
| 1-gesch. Fachwerkhäuser              | 1-gesch. Fachwerkhäuser              | Valdorf Herforder Str. 250 Karte      | Hof Lenger, die beiden denkmalgeschützten Gebäude und das Haupthaus wurden wegen einer nicht vollzogenen Firmenerweiterung entfernt, das gesamte Hofgelände wird derzeit landwirtschaftlich genutzt.                                                           |                                                                       | 23.03.1993       |                 |
| 2-gesch. Fachwerkhaus                | 2-gesch. Fachwerkhaus                | Vlotho Obergstr. 5 Karte              | |                                                                       | 07.08.1985       |                 |
| Goethe-Pavillon                      | Goethe-Pavillon                      | Valdorf Salzuflener Str.              | Ursprünglich gastronomisch genutzter Fachwerkbau in Bad Pyrmont (Goethe sollte dort eingekehrt sein), seit 2003 demontiert und eingelagert. |                                                                       | 04.09.1985       |                 |
| historischer Grenzstein o. Inschrift | historischer Grenzstein o. Inschrift | Valdorf Salzuflener-/Pehlenstr. Karte | → Hauptartikel : Landesgrenzsteine |                                                                       | 30.07.1985       |                 |
| Landesgrenzstein (LNRW)              | Landesgrenzstein (LNRW)              | Exter Schäferweg 23 Karte             | | 1542                                                                  | 10.12.1987       |                 |
| 2-gesch. Fachwerkhaus                | 2-gesch. Fachwerkhaus                | Valdorf Solterbergstr. 121 Karte      | Das am ursprünglichen Standort in Wehrendorf von Colon Diestelmeier erbaute Fachwerkhaus lag im Ortsteil Valdorf an der Grenze zum Ortsteil Exter. Es wurde im Juli 2013 demontiert, nachdem große Teile der Dachkonstruktion nach und nach eingestürzt waren. | 1684                                                                  | 04.09.1985       |                 |
| weitere Bilder                       | Villa Schöning, Massivhaus           | Vlotho Weserstr. 17 Karte             | Im eklektizistischen Stil errichtete Unternehmervilla (Zigarrenfabrikant), Architekt Köster, Herford, langer Leerstand. Denkmalschutz nach häufigem Vandalismus und endgültigem Ausbrennen im April 2011 erloschen.                                            | 1898/99 – Abriss nach fortgeschrittener Baufälligkeit Ende Juli 2013. | 25.02.1985       |                 |